# 小行星2405
小行星2405（2405 Welch）是一颗围绕太阳公转的小行星。1963年10月18日，印第安纳大学在摩根县发现了此天体。
該小行星以大學天文研究協會的管理員大衛·韋爾奇命名。
这颗小行星的绝对星等为2.31941等。